# Alan Coxon
Pour l’article homonyme, voir Coxon.
Alan Coxon, est un des chefs cuisiniers de la télévision britannique, élu parmi les dix meilleurs TV Chefs of the World lors d’un sondage de la BBC Food dans plus de cent pays.

## Émissions
- Coxon's Kitchen College (Carlton Food Network)
- Ever Wondered About Food? (BBC2)
- The Mint